# Нічний показ аніме
Нічний показ аніме (яп. 深夜アニメ) — показ аніме по телебаченню пізно вночі і/або рано вранці, зазвичай між 23.00 і 4.00. Іноді запланований час таких передач рекламується у форматі з використанням більше 24 годин у добі (тобто «25:30» або «26:00» означає 1.30 і 2.00 вранці).
Нічний показ аніме орієнтований на любителів аніме від підліткової до молодої дорослої аудиторії. Однією з цілей нічного показу є сприяння поширенню DVD-дисків або пов'язаних з ними товарів, які плануються до випуску в майбутньому. Крім оригінальних історій, багато аніме засновані на манзі, романах або відеограх. Жанри, до яких, як правило, воліють любителі аніме, включають романтичні комедії, повсякденне життя, пригоди або наукову фантастику, хоча й є винятки. Більшість серіалів виходять в ефір на 3 або 6 місяців з 12 до 13 епізодів для кожного блоку в сезоні.
Здебільшого комітет-виробник (група з декількох пов'язаних компаній) купує часовий інтервал у телевізійної станції. Цей процес відомий як «програма посередництва» і подібний до того, як в ефір виходять рекламні ролики. Таким чином, на відміну від звичайних програм, компанії-виробники є одночасно компаніями-спонсорами. Телевізійні станції можуть заповнити тимчасові інтервали з низькою глядацької аудиторією, в той час як компанії-виробники можуть рекламувати свої продукти (аніме на DVD) за нижчою ціною.